# Вил Смит
Вилард Карол Смит II (енгл. Willard Carroll Smith II) је афроамерички глумац и хип-хоп певач, који је рођен 25. септембра 1968. године у Филаделфији, САД.

## Биографија
Рођен је као Вилард Карол Смит II у једној од четврти Филаделфије — Овербрук. Матурирао је на Overbrook High School.
Своју певачку каријеру започиње под именом "The Fresh Prince" у хип-хоп дуо групи DJ Jazzy Jeff & the Fresh Prince, са својим пријатељем из детињства Jeffrey „DJ Jazzy Jeff“ Townes. Најпознатије су им биле песме Parents Just Don't Understand и Summertime. За песму Summertime су награђени Гремијем, 1988. године.
Своју глумачку каријеру започиње у ТВ шоуу The Fresh Prince of Bel-Air, 1990. године. Шоу је стекао популарност и емитовао се шест сезона. Касније се окушао на филму у филмовима као што су: Six Degrees of Separation и Made in America. Своју филмску славу стиче 1995. године са филмом Лоши момци у коме је глумио са Мартином Лоренсом. После тога играо је у филмовима као што су: Дан независности, Људи у црном, Државни непријатељ, Дивљи дивљи запад, Али и многи други. Номинован је за Оскара као најбољи главни глумац за филм Али у коме је играо легендарног боксера Мухамеда Алија.

## Приватни живот
Венчао се са глумицом Шери Зампино 1992. године, са којом има једног сина Виларда Кристофера III. Три године касније се разводи од ње, а 1997. године се венчава са глумицом Џejдом Пинкет (сада Џејда Пинкет Смит) са којом има двоје деце.

## Награде

### Филмске награде
- Номинован за Оскара као најбољи главни глумац у филму Али, 2001. године.

### Музичке награде
- Греми: Најбољи реп соло извођач за песму Gettin' Jiggy Wit It, 1998. године
- Греми: Најбољи реп соло извођач за песму Men In Black, 1997. године
- Греми: Најбољи реп дуо извођач за песму Summertime, 1991. године.
- Греми: Најбољи реп извођач за песму Parents Just Don't Understand, 1988. године.

## Дискографија

### Албуми са(као)
- (1987)
- (1988)
- ... (1989)
- (1991)
- (1993)

### Соло албуми
- (1997), (САД: продат у 9 милиона копија)
- (1999) (САД: продат у 2 милиона копија)
- (2002)
- (2005)
- (2016)

## Филмографија
| Улоге Вила Смита |                               |               |                       |          |
| Година           | Српски назив                  | Изворни назив | Улога                 | Напомена |
| 1992.            |                               |               |                       |          |
| 1993.            |                               |               |                       |          |
| 1993.            | Шест степени раздвајања       |               |                       |          |
| 1995.            | Лоши момци                    |               | Мајкл Лаури           |          |
| 1996.            | Дан независности              |               | капетан Стивен Хилер  |          |
| 1997.            | Људи у црном                  |               | агент Џеј             |          |
| 1998.            | Државни непријатељ            |               | Роберт Дин            |          |
| 1999.            | Дивљи дивљи запад             |               | Џејмс Вест            |          |
| 2000.            | Легенда о Багеру Венсу        |               | Багер Венс            |          |
| 2001.            | Али                           |               | Мохамед Али           |          |
| 2002.            | Људи у црном 2                |               | агент Џеј             |          |
| 2003.            | Лоши момци 2                  |               | Мајкл Лаури           |          |
| 2004.            | Девојка из Џерзија            |               |                       |          |
| 2004.            | Ја, робот                     |               | Дел Спунер            |          |
| 2004.            | Прича о ајкули                |               |                       |          |
| 2005.            | Љубавни терапеут              |               | Алекс „Хич” Хичинс    |          |
| 2006.            |                               |               |                       |          |
| 2006.            |                               |               |                       |          |
| 2006.            |                               |               |                       |          |
| 2007.            | Ја сам легенда                |               | доктор Роберт Невил   |          |
| 2008.            | Хенкок                        |               | Џон Хенкок            |          |
| 2008.            | Седам живота                  |               | Бен                   |          |
| 2012.            | Људи у црном 3                |               | агент Џеј             |          |
| 2013.            | Након Земље                   |               | Сајфер Рејџ           |          |
| 2013.            | Спикер 2: Легенда се наставља |               | Џеф Булингтон         | камео    |
| 2015.            | Фокус                         |               | Ники „Меки” Спериџен  |          |
| 2016.            | Одред отписаних               |               | Флојд Лаутон / Дедшот |          |
| 2019.            | Аладин                        |               | Дух                   |          |
| 2019.            | Близанац                      |               | Хенри Броган / Јуниор |          |
| 2019.            | Прерушени шпијуни             |               | Ленс Стерлинг (глас)  |          |
| 2020.            | Лоши момци заувек             |               | Мајкл Лаури           |          |
| 2021.            | Краљ Ричард: Предност у игри  |               | Ричард Вилијамс       |          |
| 2024.            | Лоши момци: Све или ништа     |               | Мајкл Лаури           |          |

### Плаћен по филмовима
- Ја, робот (2005) $28.000.000
- Лоши момци 2 (2003) $20.000.000 + 20% од зараде
- Људи у црном 2 (2002) $20.000.000 + 10% од зараде
- Али (2001) $20.000.000
- (2000) $10.000.000
- Дивљи дивљи запад (1999) $7.000.000
- Државни непријатељ (1998) $14.000.000
- Људи у црном (1997) $5.000.000
- Дан независности (1996) $5.000.000
- Лоши момци (1995) $2.000.000
- (1993) $500,000
- (1993) $100,000
- (1992) $50,000

## Познати глумци са којим је сарађивао
- Мартин Лоренс (Лоши момци, Лоши момци 2)
- Теа Лиони (Лоши момци)
- Џеф Голдблум (Дан независности)
- Вивика А. Фокс (Дан независности)
- Томи Ли Џоунс (Људи у црном, Људи у црном 2)
- Џин Хекман (Државни непријатељ)
- Салма Хајек (Дивљи дивљи запад)
- Ева Мендез (Љубавни терапеут)
- Роберт де Ниро (Shark Tale)
- Анџелина Џоли (Shark Tale)
- Мет Дејмон (The Legend of Bagger Vance)
- Шарлиз Трон (The Legend of Bagger Vance)